# طقس مالانكارا
طقس مالانكارا هو شكل من أشكال الطقوس السريانية الغربية التي تقيمها عدد من الكنائس في جنوبي الهند. وصلت هذه الطقوس السريانية الغربية إلى الهند على يد أسقف أورشليم السرياني الأرثوذكسي مار غريغوريوس عبد الجليل عام 1665، وبرز طقس مالانكارا خلال العقود اللاحقة بصفته الطقس الخاص بكنيسة مالانكارا وهي إحدى كنيستين اثنين اللتان تطورتا عن الانقسام الحاصل في جماعة القديس توما المسيحية خلال القرن السابع عشر. وتقيم الكنائس المختلفة المنحدرة عن كنيسة مالانكارا الطقس في الوقت الحاضر.

## التاريخ
تطور الطقس السرياني الغربي من الطقس الأنطاكي القديم الذي ظهر خلال القرنين الخامس والسادس ميلادي، بالترافق مع اعتماد السريانية (بدلاً من اليونانية) لغةً مقدسة لبطريركية أنطاكية غير الخلقيدونية. كما وروجِعَ الطقس وأضيف عليه عبر القرون بالتوازي مع بروز الكنيسة السريانية الأرثوذكسية لأنطاكيا ككنيسة مستقلة تماماً وبلغت شكلها «التقليدي» منذ القرن الثاني عشر خلال عهد البطريرك ميخائيل السرياني.
دخل الطقس السرياني الغربي الهند على يد البعثة التبشيرية لمطران أورشليم السرياني الأرثوذكسي غريغوريوس عبد الجليل الذي وصل إلى هناك عام 1665. ومثلت الكنيسة الهندية تاريخياً جزءاً من كنيسة المشرق التي اتخذت من بلاد فارس مركزاً لها ومارست شكلاً من أشكال الطقس السرياني الشرقي يُعرف باسم طقس مالابار. وقد دفع ضعف التواصل بين البطريركية والهند إلى محاولة مسيحيي القديس توما إقامة علاقات مع كنائس أخرى. عمل رئيس شمامسة مالابار منذ عام 1491 على إرسال مبعوثين إلى بطريرك الكنيسة السريانية الأرثوذكسية سعياً منهُ لأن يُرسل إلى مقاطعته أسقفاً. ولم يصدر شيء عن الطلب، ولكن أرسل بطريرك كنيسة المشرق أسقفاً جديداً في نهايةِ المطافِ.
التحقت مجموعة من مسيحيي القديس توما ممن كانوا ساخطين على الحكم الاستعماري البرتغالي برئيس الشمامسة مار توما الأول وأبوا الخضوع للسلطات البرتغالية. أدى هذا الإعلان الذي يُعرف باسم حلف صليب كونان إلى تشكيل كنيسة مالانكارا مستقلة ترأسها توما. بعث توما بطلبات لعدة كنائس وكان من بينها الكنيسة السريانية الأرثوذكسية فدعا لتشكيل اتحاد وذلك حتى يؤكد تكريسه كأسقف. استجاب بطريرك السريان الأرثوذكس إغناطيوس سيمون الأول وأرسل غريغوريوس عبد الجليل إلى الهند عام 1665، ونشأ على أثر ذلك علاقة بين السريان الأرثوذكس وكنيسة مالانكارا.